# Lucius Cornelius Lentulus Lupus
Lucius Cornelius Lentulus Lupus († um 125 v. Chr.) war ein römischer Senator und Politiker.
Lucius Cornelius Lentulus Lupus gehörte zum Zweig der Lentuli der Familie der Cornelier. Er ist für das Jahr 163 v. Chr. als Kurulischer Ädil belegt. Die folgenden zwei Jahre war er als Gesandter Roms in Griechenland. 159 v. Chr. wurde Lupus Prätor, drei Jahre später zusammen mit Gaius Marcius Figulus Konsul. 154 v. Chr. wurde er wegen Erpressung angeklagt und verurteilt. Trotzdem konnte er 147 v. Chr. Censor werden. Für das Jahr 143 v. Chr. wird er als Mitglied des Priesterkollegiums der decemviri sacris faciundis erwähnt. Seit 131 v. Chr. bis noch vor 125 v. Chr. war Lupus princeps senatus. Nach seinem Tod wurde er vom Satiriker Lucilius wegen seines Lebenswandels verspottet.